# Franck Queudrue
Franck Queudrue (Párizs, 1978. augusztus 27. –) francia labdarúgó, jelenleg a francia Red Star játékosa.

## Sikerei, díjai
- Angol Ligakupa-győztes - 2004
- UEFA-kupa ezüstérmes - 2006

## Külső hivatkozások
- Franck Queudrue pályafutásának statisztikái a Soccerbase oldalon (angolul)